# Bérénice Bejo
Bérénice Bejo (ur. 7 lipca 1976 w Buenos Aires) – francuska aktorka filmowa, nominowana do Oscara za drugoplanową rolę w filmie Artysta. Nominowana do Cezara za najlepszy debiut aktorski w filmie Najlepsza debiutantka oraz laureatka Cezara dla najlepszej aktorki za udział w filmie Artysta.

## Życiorys
Bejo urodziła się w Buenos Aires jako córka filmowca Miguela Bejo. W wieku trzech lat przeniosła się do Francji, gdzie rozpoczęła karierę filmową. W 2000 roku zadebiutowała w swoim pierwszym filmie fabularnym Najlepsza debiutantka, za który otrzymuje nominację do Cezara. Następnie aktorka występuje w hollywoodzkiej produkcji Obłędny rycerz u boku Heatha Ledgera oraz w filmie 24 godziny z życia kobiety z Danielle Darrieux. W 2002 roku Bejo brała udział w kampanii prezydenckiej Lionela Jospina.
Aktorka jest zamężna z reżyserem Michelem Hazanaviciusem. Para ma dwójkę dzieci. W 2011 zrealizowali wspólnie obraz Artysta. Za rolę w tym filmie aktorka otrzymuje nominację do nagrody Gildii Aktorów Ekranowych za wybitny występ aktorki w roli drugoplanowej oraz nominację do Złotego Globu dla najlepszej aktorki drugoplanowej, a także Cezara dla najlepszej aktorki.

## Filmografia
Filmy fabularne
- 1993: Pain perdu
- 1996: Histoires d'hommes jako Laurence
- 1996: Les soeurs Hamlet jako Karine
- 1999: Sapajou contre Sapajou jako Emma Verdier
- 2000: Passionnément jako dorosła Faustine
- 2000: Uwięziona (La captive) jako Sarah
- 2000: Najlepsza debiutantka (Meilleur espoir féminin) jako Laetitia Rance
- 2001: Obłędny rycerz (A Knight’s Tale) jako Christiana
- 2002: Une petite fée jako młoda kobieta
- 2002: Comme un avion jako Lola
- 2002: 24 godziny z życia kobiety (24 heures de la vie d’une femme) jako Olivia
- 2003: Jeux de plage jako Marthe
- 2003: Sem Ela jako Fanfan Vieira
- 2003: Dans le rouge du couchant jako dziewczyna na statku
- 2003: Dissonances jako Margo
- 2004: Wielka rola (Le grand rôle) jako Perla Kurtz
- 2004: Ciao bambino jako Liccia
- 2004: Sans douleur
- 2005: Kawalkada (Cavalcade) jako Manon
- 2006: OSS 117 – Kair, gniazdo szpiegów (OSS 117: Le Caire, nid d'espions) jako Larmina El Akmar Betouche
- 2006: Chmury. Listy do syna (Nuages) jako Cécile Marsa
- 2007: 13 m² jako Sophie
- 2007: La maison jako Cloé
- 2008: Sa raison d'être jako Fabienne
- 2008: Le courrier du parc jako młoda kobieta
- 2008: Modern Love jako Elsa
- 2008: Ostatnia posługa (Bouquet final) jako Claire
- 2009: La pomme d'Adam jako dziewczyna w metrze
- 2010: Proie jako Claire
- 2011: Artysta (The Artist) jako Peppy Miller
- 2012: Wspaniała (Populaire) jako Marie Taylor
- 2012: Aujourd'hui jako Louise
- 2013: Kozioł ofiarny (Au bonheur des ogres) jako ciotka Julia
- 2013: Przeszłość (Le passé) jako Marie Brisson
- 2014: Ostatni diament (Le dernier diamant) jako Julia
- 2014: Rozdzieleni (The Search) jako Carole
- 2015: The Childhood of a Leader jako matka

Seriale telewizyjne
- 1996: L'@mour est à réinventer jako dziewczyna
- 1997: Julie Lescaut jako Lila
- 1997: Le juge est une femme jako Raphaëlle Fauvet-Colombin
- 1997–1999: Un et un font six jako Sophie
- 2000: Les redoutables
- 2000: Sauvetage jako Valentine
- 2002: Vertiges jako Margo

## Nagrody
- Cezar Najlepsza aktorka: 2011 Artysta